# Léo Châtelain
Léo Châtelain (* 11. Mai 1839 in Neuenburg; † 18. November 1913 ebenda) war ein Schweizer Architekt mit einem umfangreichen Werk, vor allem des Wohnungsbaus und im Denkmalschutz, in seinem Heimatkanton und Umgebung.

## Leben und Wirken

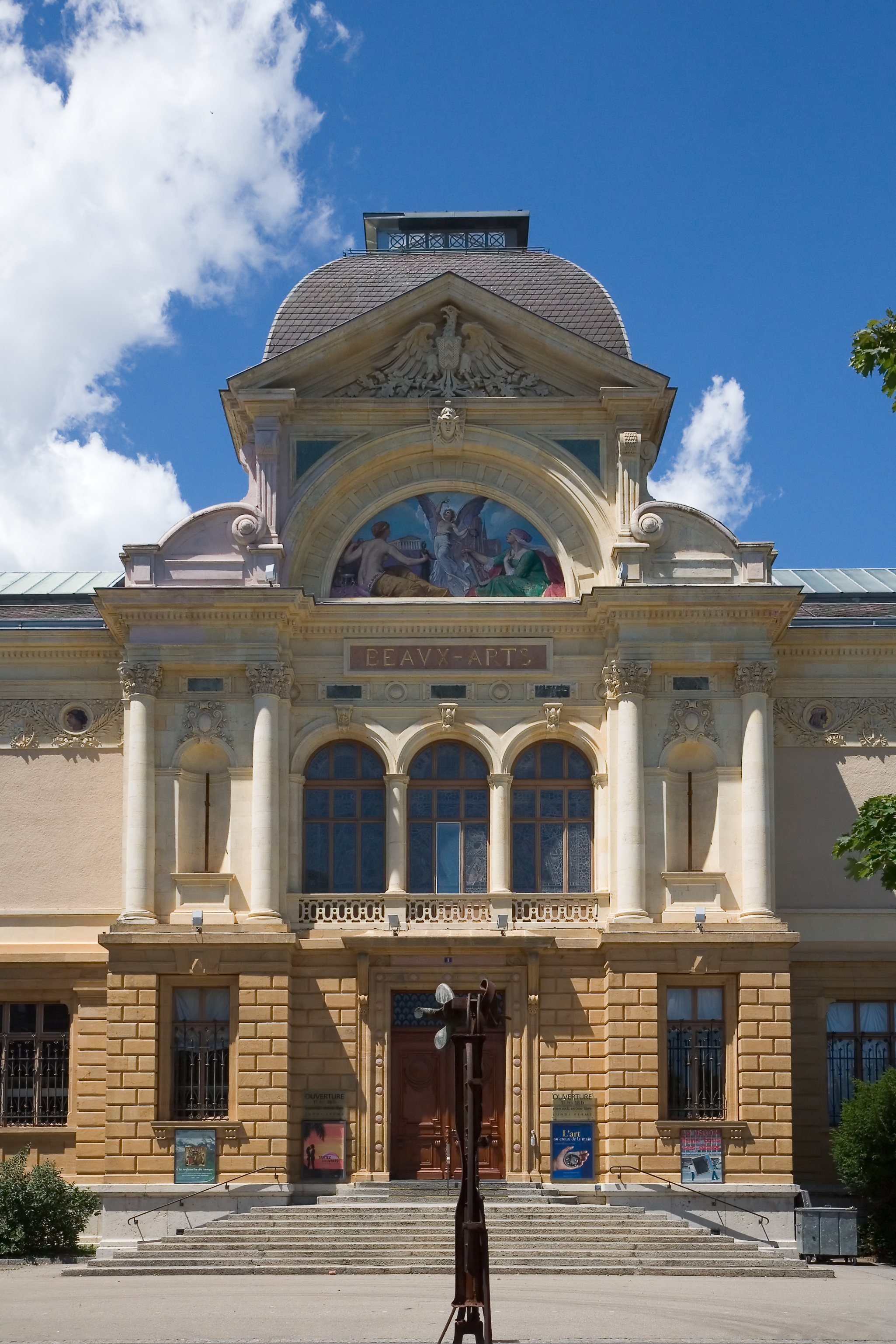
Kunstmuseum Neuenburg, erbaut von Léo Châtelain

Léo Châtelain, Sohn des Neuenburger Architekten Louis Châtelain, absolvierte sein Studium von 1858 bis 1860 am Polytechnikum Karlsruhe. Er setzte seine Studien 1862 bis 1864 an der École de Beaux-Arts de Paris bei Louis-Jules André und Henri Labrouste fort und unternahm wohl ausgedehnte Reisen in Europa, er besuchte München, Frankfurt, Magdeburg, Wien, Prag und bereiste Frankreich und Italien. 1864 trat er in das Büro seines Vaters ein, das er 1869 mit dessen Ruhestand übernahm. In dieser Zeit markierte der Auftrag für die Restaurierung der gotischen Kollegiatkirche Neuenburg den Beginn einer steilen Karriere. In seiner Berufslaufbahn restaurierte er in der Folge in Anlehnung an Konzepte Viollet-le-Ducs eine Vielzahl von Schlössern und Kirchen im Kanton, als Experte trat er ausserkantonal unter anderem bei der Kathedrale von Lausanne, beim Schloss Chillon und den Abteien von Hauterive sowie Romainmôtier in Erscheinung. Sein Büro schuf in Neuenburg und Umgebung über 270 Villen, dazu Wohn- und Bauernhäuser, Kirchen, Hotels, Industrie- und Spitalbauten. Daneben war Châtelain als Verkehrs- und Quartierplaner tätig.

## Werke (Auswahl)
- Grand-Hôtel, Chaumont, 1864–1866
- Kollegiatkirche, Neuenburg, 1867–1879 (Restaurierung)
- Villa de Pury, (Ethnographisches Museum), Neuenburg, 1871
- Quartier des Beaux-Arts, Neuenburg, 1873–1899
- Fabrik Pernod, Couvet, 1875
- Musée d’Art et d’Histoire, Neuenburg, 1879–1887
- Compagnie des Tramways, Verwaltungsgebäude, Neuenburg-Evole, 1903–1904
- Schloss Gorgier, Gorgier, 1904–1907 (Restaurierung)